# Dori Dorika
Dori Dorika (Дори Дорика), de son vrai nom Dorotea Massa, née à Odessa le 1er octobre 1913 et morte à Lariano le 1er janvier 1996, est une actrice italienne née en Russie, également connue sous le nom de Dory Dorika. 

## Biographie
Née Dorotea Massa à Odessa, fille d’une mère russe et d’un père napolitain, elle s’installe très jeune à Milan et commence sa carrière sur scène, dans des opérettes et des revues. Elle jouit d'une grande popularité dans la comédie musicale, notamment grâce à Un paio d'ali, dont l'adaptation cinématographique marque ses débuts sur grand écran. À partir de ce moment-là, elle entame une carrière cinématographique, dans laquelle elle interprète généralement des rôles humoristiques.

## Filmographie partielle
- 1958 : Come te movi, te fulmino! de Mario Mattoli
- 1960 : Le Dernier Train de Shanghai (Apocalisse sul fiume giallo) de Renzo Merusi
- 1960 : Signori si nasce de Mario Mattoli
- 1960 : Petites Femmes et Haute Finance (Anonima cocottes) de Camillo Mastrocinque
- 1962 : Totò la nuit (Totò di notte n. 1) de Mario Amendola
- 1965 : Non son degno di te d'Ettore Maria Fizzarotti
- 1972 : Une bonne planque (Bianco, rosso e...) d'Alberto Lattuada
- 1973 : Ce cochon de Paolo (Paolo il caldo) de Marco Vicario : La religieuse